# Fontebasso
La Fontebasso è stata una fabbrica di ceramiche di Treviso, fondata dall'omonima famiglia verso la metà del Settecento.
Assorbita dalla Tognana negli anni ottanta, sopravvive come marchio della stessa ("Andrea Fontebasso 1760").

## Storia

Ercolo - Fabbrica Fontebasso - Museo 'Luigi Bailo' Treviso

Capostipite della famiglia fu Gerolamo, del quale si ignorano i dati anagrafici. Bocaler (produttore di boccali) con un piccolo laboratorio presso il convento delle Orsoline, è attestato nel 1752, quando sottoscrisse con altri artigiani una petizione in cui si lamentava il commercio in città di latesini di origine bassanese.
L'attività subì un importante potenziamento con Giovanni, probabilmente figlio del precedente. A lui si deve l'apertura di una nuova fabbrica nella zona di San Francesco, nella quale si produceva terraglia "all'uso inglese" e si effettuavano esperimenti nell'ambito della porcellana. A questo periodo risale il più antico manufatto pervenutoci, una tazza di porcellana con coperchio e piatto, decorata da ovali con paesaggi all'interno e segnata "F. F. Treviso 1799"; è conservata al British Museum di Londra.
Alla morte la gestione passò ai figli Andrea e Giuseppe, i quali risultano titolari dell'azienda sin dal 1827. Questa data è infatti riportata su un piatto di terraglia esposto ai Musei civici di Treviso, decorato da Gaetano Negrisolo con una rappresentazione della fiera di San Luca; questo pittore collaborò con i Fontebasso sino agli anni 1830, quando si trasferì a Milano. Durante la gestione dei due fratelli, la fabbrica si specializzò nella produzione di piccoli manufatti come scatoline e tazze con piattini, caratterizzate da semplici linee neoclassiche e ornamenti floreali, scene pastorali, figure militari, paesaggi.
Entro il 1840 furono realizzati due busti celebrativi degli imperatori austriaci Francesco I e Ferdinando I. Sotto il dominio asburgico la Fontebasso conseguì numerosi riconoscimenti: dal 1814 al 1866 ebbe il titolo "Imperial Regia Privilegiata Fabbrica" e nel 1825 fu visitata da alcuni membri della famiglia imperiale; i fratelli ottennero inoltre due medaglie d'argento, nel 1825 per le terraglie e nel 1831 per le porcellane.
Morto Giuseppe nel 1852, Andrea aprì l'impresa ad altri soci. Verosimilmente, spirò anche lui poco dopo lasciando la propria quota al figlio Fausto. In questo periodo la Fontebasso abbracciò la produzione seriale ed entrò nel mercato estero fabbricando contraffazioni delle ceramiche Wedgwood. D'altro canto continuava la produzione di terraglie, e alcuni esemplari conseguirono apprezzamenti alla mostra di Firenze del 1861.
Nel 1862 Fausto morì e l'azienda passò al socio Carlo De Sordi. La Fontebasso conservò il marchio originale fino ai giorni nostri; dagli anni 1980 fa parte del gruppo Tognana.